# Sebechleby
Sebechleby es un municipio del distrito de Krupina en la región de Banská Bystrica, Eslovaquia, con una población estimada a final del año 2024 de 1173 habitantes.
Se encuentra ubicado al oeste de la región, sobre los montes Centrales Eslovacos (Cárpatos occidentales), a poca distancia al sur del río Hron —un afluente izquierdo del Danubio— y al este de la región de Nitra.

## Demografía
| Año        | 1994 | 2004    | 2014    | 2024    |
| ---------- | ---- | ------- | ------- | ------- |
| Población  | 1176 | 1222    | 1192    | 1173    |
| Diferencia |      | +3,91 % | −2,45 % | −1,59 % |

| Año        | 2023 | 2024    |
| ---------- | ---- | ------- |
| Población  | 1159 | 1173    |
| Diferencia |      | +1,20 % |